# 六钼铬(III)酸铵
六钼铬(III)酸铵是一种无机化合物，化学式为(NH4)3[CrMo6O18(OH)6]。它可由三价铬盐的溶液和沸腾的仲钼酸铵溶液反应制得。它和Eu3+在溶液中反应，可以得到Eu[CrMo6O18(OH)6]·11H2O。
它的七水合物在40 °C开始失水，并于100 °C失去全部七分子水，进一步加热脱氨失水，并于480 °C生成Cr2(MoO4)3和MoO3；它在氢气中加热，最终的分解产物是三氧化二铬和钼。